# Peter Pokorný
Peter Pokorný (* 8. August 2001) ist ein slowakischer Fußballspieler, der aktuell in Polen bei Śląsk Wrocław unter Vertrag steht.

## Karriere

### Verein
Pokorný kam im Frühjahr 2018 vom FK AS Trenčín in die Akademie des FC Red Bull Salzburg. Zur Saison 2018/19 rückte er in den Kader des Farmteams FC Liefering auf.
Sein Debüt für Liefering in der zweiten Liga gab er am 3. August 2018, als er am zweiten Spieltag jener Saison gegen den SK Vorwärts Steyr in der Startelf stand und in der 63. Minute durch Nikola Stošić ersetzt wurde.
Im März 2019 erhielt er einen bis Juni 2024 laufenden Vertrag bei Red Bull Salzburg. Nach 37 Zweitligaeinsätzen für Liefering wurde er zur Saison 2020/21 an den Bundesligisten SKN St. Pölten verliehen. Für die Niederösterreicher kam er während der Leihe zu 29 Einsätzen in der Bundesliga. Mit dem SKN stieg er zu Saisonende allerdings aus der höchsten Spielklasse ab.
Zur Saison 2021/22 kehrte Pokorný nicht mehr nach Salzburg zurück, sondern wechselte nach Spanien zu Real Sociedad San Sebastián, wo er einen bis Juni 2024 laufenden Vertrag erhielt. Dort kam er in der Reservemannschaft des Vereins in der zweiten spanischen Liga zum Einsatz. Im Juli 2022 wechselte er für ein Jahr auf Leihbasis zum Fehérvár FC.
Im Sommer 2023 schloss Pokorný sich dem polnischen Erstligisten Śląsk Wrocław an, wo er einen Vertrag bis 2025 mit der Option auf ein weiteres Jahr unterschrieb.

### Nationalmannschaft
Pokorný spielte 2018 erstmals für die slowakische U-17-Auswahl. Im selben Jahr kam er auch erstmals für die U-20-Mannschaft zum Einsatz. Im März 2019 debütierte er im U-21-Team.